# Temperance Brennan
Temperance Daesee Brennan è un personaggio immaginario femminile creato da Kathy Reichs, protagonista della sua principale serie di romanzi gialli. Appare per la prima volta nel romanzo d'esordio della Reichs, Corpi freddi, pubblicato nel 1997. Come la creatrice, Brennan è un'antropologa forense, che si divide tra il suo lavoro di professoressa universitaria in Carolina del Nord, e quello di antropologa a Montréal presso il Laboratoire des Sciences Judiciaires et de Médecine Légale della provincia del Québec. In molti romanzi viene specificato che la Brennan in passato si sia occupata spesso di archeologia, piuttosto che di medicina.

## Biografia
La dottoressa Temperance Brennan è un'antropologa forense, una dei soli cinquanta presenti nell'America settentrionale. In quanto antropologa forense, studia resti umani trovati nelle scene del crimine, la cui pelle è troppo degradata perché un normale medico legale possa trarne delle prove per le indagini (solitamente si tratta di vittime di ustioni o mutilazioni oppure di corpi in avanzato stato di decomposizione).

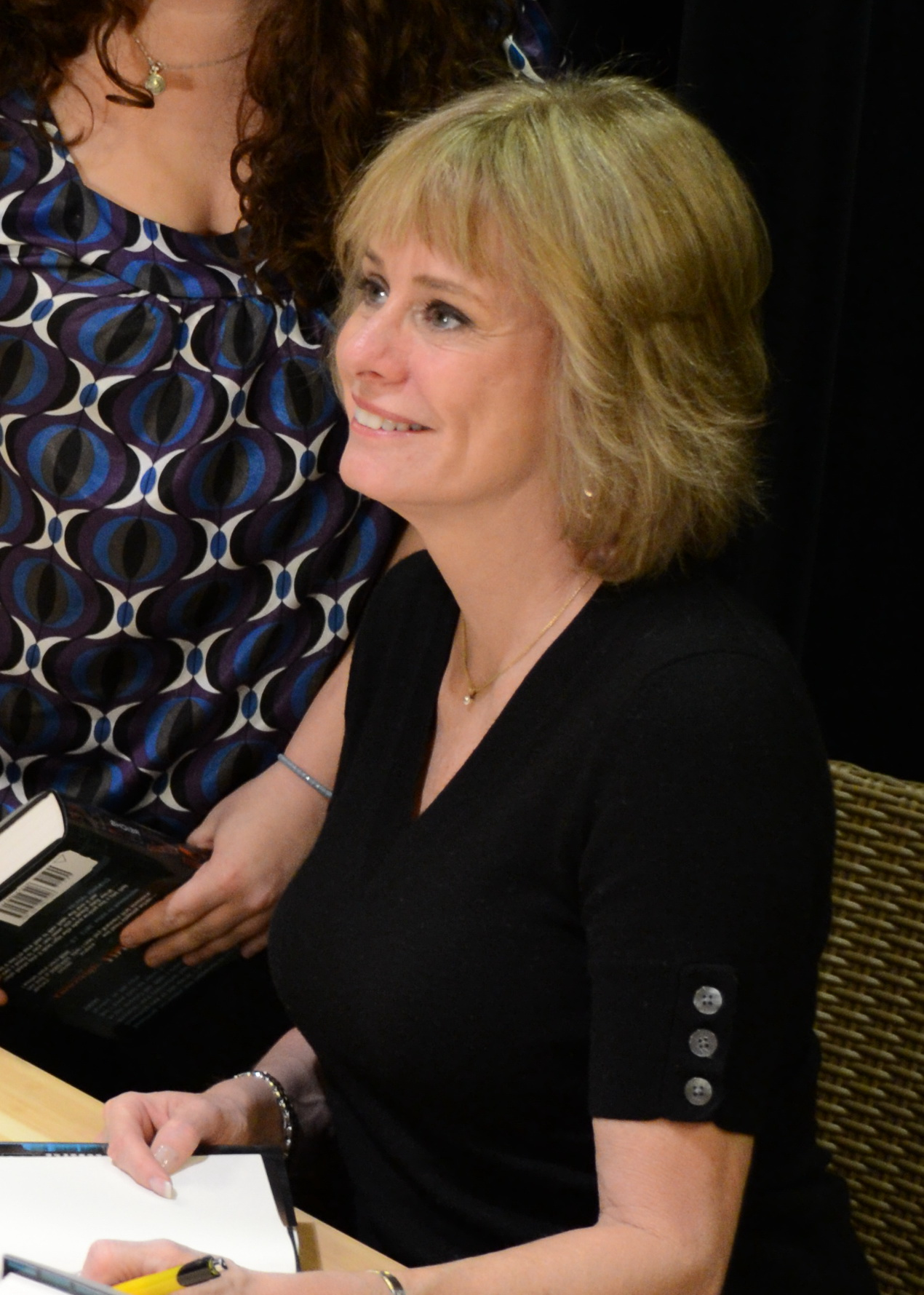
L'antropologa e scrittrice Kathy Reichs, creatrice di Temperance Brennan; il personaggio ricalca molto la stessa Reichs, fisicamente e caratterialmente.

Temperance, o per gli amici semplicemente Tempe, ha un marito, Pete, dal quale si è separata senza però mai aver divorziato a tutti gli effetti. Dopo aver affrontato un personale problema d'alcolismo, Temperance accetta un lavoro al Laboratoire des Sciences Judiciaires et de Médecine Légale nella provincia del Québec per avere una seconda possibilità nella vita. Divide il suo tempo lavorando come professoressa all'Università della Carolina del Nord, e aiutando le indagini investigative che hanno bisogno delle sue competenze. Temperance ha inoltre una figlia, Katy, che all'inizio della serie di libri è un'adolescente appassionata di calcio e poco dedita a gli studi. Negli ultimi libri, invece, scopriamo che la giovane Katy ha conseguito l'attesa laurea in psicologia e collabora con l'ufficio della difesa pubblica nella Carolina del Nord. Tempe ha anche una sorella, Harry, decisamente stravagante ed all'opposto di lei.
Si interessa profondamente ai casi che le vengono sottoposti e si impegna per arrivare ad una conclusione soddisfacente. Lotta costantemente contro il desiderio di tornare a bere, specialmente quando il lavoro diventa particolarmente stressante. A Montréal, Temperance vive in un appartamento con il suo gatto, Birdie, che viaggia con lei. Da poco tempo accudisce un pappagallino di nome Charlie regalatole da Ryan che ha trovato l'uccellino durante una retata in un bordello. Nel lavoro le sue competenze e la sua testardaggine la portano spesso a scontrarsi con la polizia, che pensa che lei passi troppo tempo a pensare a cosa succede fuori dal suo laboratorio (in Corpi freddi, ad esempio, è costretta a lavorare con il Detective Luc Claudel, il quale, quando lei si convince di essersi imbattuta in caso di omicidi seriali, la licenzia e cerca di screditarla. Quando si scopre che Temperance aveva ragione, i due trovano infine un'intesa, sebbene continuino a provare disprezzo l'uno per l'altra).
Successivamente, a complicare il suo lavoro con la polizia è il detective Andrew "Andy" Ryan, un agente di polizia di Montréal con cui Temperance inizia una relazione. Numerosi ostacoli si inseriscono nel loro rapporto, compreso il fatto che Andy scopre di avere una figlia adolescente di cui non ha mai saputo nulla; sua figlia, Lily, è una ragazza problematica e Andy tenta di riappacificarsi con la madre, una sua vecchia fidanzata. Allo stesso tempo Temperance instaura una relazione d'amicizia con il suo ex marito. La Brennan e Andy quindi si separano, ma continuano a lavorare insieme e ammettono di provare ancora qualcosa l'uno per l'altra. La storia sentimentale di Temperance non finisce qui: in "Le ossa del diavolo" rincontra una vecchia fiamma del liceo: Charlie Hunt e così, per il momento, la brillante dottoressa si trova in una posizione di stallo: troppo orgogliosa per tornare assieme a Ryan, incerta se estabilire una relazione con Charlie e ormai definitivamente ex di Pete il quale in "Duecentosei ossa" decide di convolare a nozze con la giovane assistente veterinaria Summer.
Il desiderio di Temperance di risolvere i casi d'omicidio la porta spesso in situazioni pericolose e a volte mortali, come ad esempio essere seguita di nascosto da un serial killer o essere sepolta viva. Nonostante ciò, continua a lottare per la verità e per la giustizia, in nome di tutte le vittime che solo lei riesce ad identificare.